# Gurke
Die Gurke (Cucumis sativus), auch als Kukumer (lateinisch Cucumer) und Gartengurke bezeichnet, ist eine Art der Gattung Gurken (Cucumis) aus der Familie der Kürbisgewächse. Sie gehört zu den wirtschaftlich bedeutendsten Gemüsearten. Mit der unterschiedlichen Nutzung zusammenhängend werden im Wesentlichen zwei Sortengruppen unterschieden: die Salatgurke (oder Schlangengurke) und die Einlege- oder Gewürzgurke. Der Verein zur Erhaltung der Nutzpflanzenvielfalt hat die Gurke zum Gemüse des Jahres für 2019 und 2020 ernannt.

## Wortherkunft
Gurke leitet sich her von dem altpolnischen ogurek, heute ogórek [ɔˈgurɛk], derselben Bedeutung. Dieses bereits im frühen Mittelalter aus den slawischen Sprachen übernommene Substantiv stammt über das gleichbedeutende mittelgriechische αγγούριον, angoúrion „Gurke“ (vielleicht auch dessen Diminutivform αγγουράκι, angouráki), vom Adjektiv άγουρος, águros [ˈaɣurɔs], „grün, unreif (bei Früchten)“ ab, das sich aus mittelgriechisch ἄωρος, áōros [ˈaorɔs], „unzeitig, unreif“ entwickelt hat. Im Deutschen ist „Gurke“ seit dem 16. Jahrhundert belegt, was zunächst auch eine Melone bezeichnete.
Die lateinische und pharmazeutische Bezeichnung der Gartengurke als Cucumer wie auch der süddeutsche Name Guckummer, bei Grimm Kukumer, geht wie italienisch cocomero, französisch concombre und englisch cucumber auf lateinisch cucumis, cucumer zurück. Wohl einer Substratsprache entstammend, ist dessen ursprüngliche Bedeutung unbekannt. In der Neuzeit war Gurke vor allem in Ost-, Nord- und Mitteldeutschland bis Thüringen, in West- und Süddeutschland Guckummer, Gummer oder Kukumer verbreitet. Im östlichen Bayern und Österreich lautete die Dialektbezeichnung regional Umurken, in der Deutschschweiz Guggummere.
Auf der iberischen Halbinsel beruht die Bezeichnung pepino auf der Verkleinerungsform einer Bezeichnung für Kürbis (Cucurbita pepo „Gartenkürbis“). Die Herkunft des Wortes in einigen Balkansprachen (rumänisch castravete, serbokroatisch krastavac, albanisch kastraveci) geht vermutlich auf gemeinslawisch krasta „Kruste“ und damit auf die Zeit zurück, als die Gurken noch nicht glattschalig waren.

## Merkmale
Die Gurke ist eine einjährige Pflanze, die niederliegend und kletternd wächst und dabei bis 4 Meter lang werden kann. Manche Zuchtsorten wachsen wesentlich gedrungener und kompakter. Die ganze Pflanze ist borstig-steif behaart. Die Blätter sind gestielt und ebenfalls rau behaart. Die Blattspreite ist dabei 7 bis 18 Zentimeter lang und gleichmäßig breit. Der Blattgrund ist herzförmig, die Spreite fünfeckig mit spitzen Enden, leicht handförmig gelappt mit drei bis fünf Lappen. Der Blattrand ist fein gezähnt. In jeder Blattachsel entspringt eine unverzweigte Ranke.

### Blüten

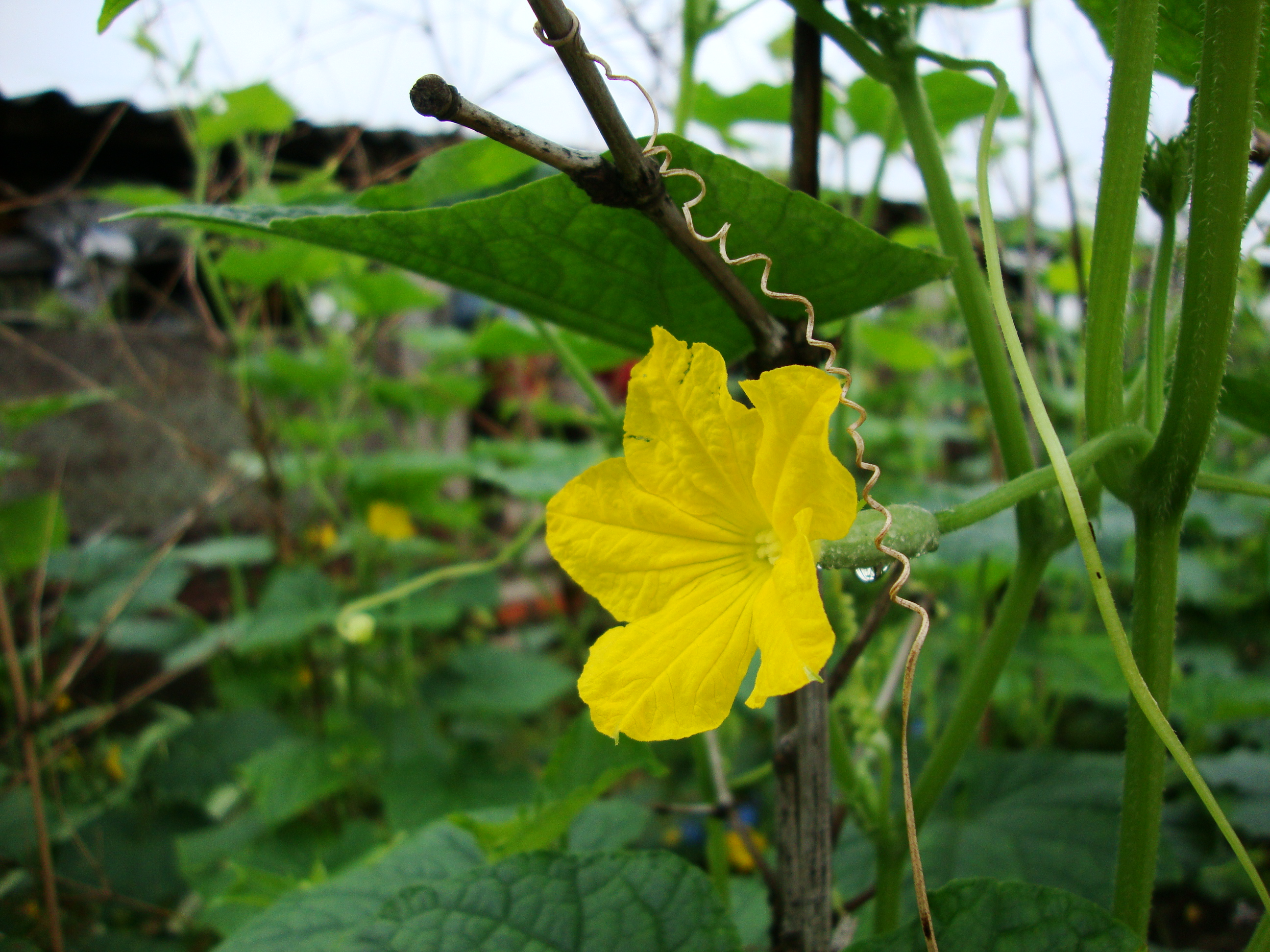
Blüte im Detail

Die Art ist ursprünglich getrenntgeschlechtig einhäusig (monözisch), dies gilt für die Wildformen und viele Kultursorten. Es wurden jedoch andromonözische und gynodiözische Sorten gezüchtet. Letztere bilden nur rein weibliche Pflanzen, die die Früchte ohne Bestäubung ansetzen und die dementsprechend hohen Ertrag liefern. Zur Herstellung von Saatgut und zur Züchtung wird die Bildung von männlichen Blüten durch Behandlung mit Silber-Ionen angeregt.
Die Blütenstiele sind rund und mit etwa 2 Millimeter langen Haaren besetzt. Die Kelchzipfel sind schmal-lanzettlich, gleich lang oder länger als die becherförmige Kelchröhre. Die Krone hat einen Durchmesser von 2 bis 3 Zentimetern und ist goldgelb. Der Fruchtknoten ist dicht mit Stachelborsten besetzt, die auf Knötchen sitzen.
Die männlichen Blüten stehen zu mehreren in den Blattachseln, wobei jeweils immer nur eine in Blüte ist. Typischerweise sind von den jeweils fünf Staubblättern je zwei verwachsen, und eines steht frei. Dadurch sind die männlichen Blüten zygomorph. Die weiblichen Blüten stehen einzeln, meist verstreut an einzelnen Knoten, bei den gynodiözischen Sorten an jedem Knoten. Blütezeit ist in Mitteleuropa Juni bis August. Die Bestäubung erfolgt durch Insekten (Bienen, Grabwespen).

### Frucht

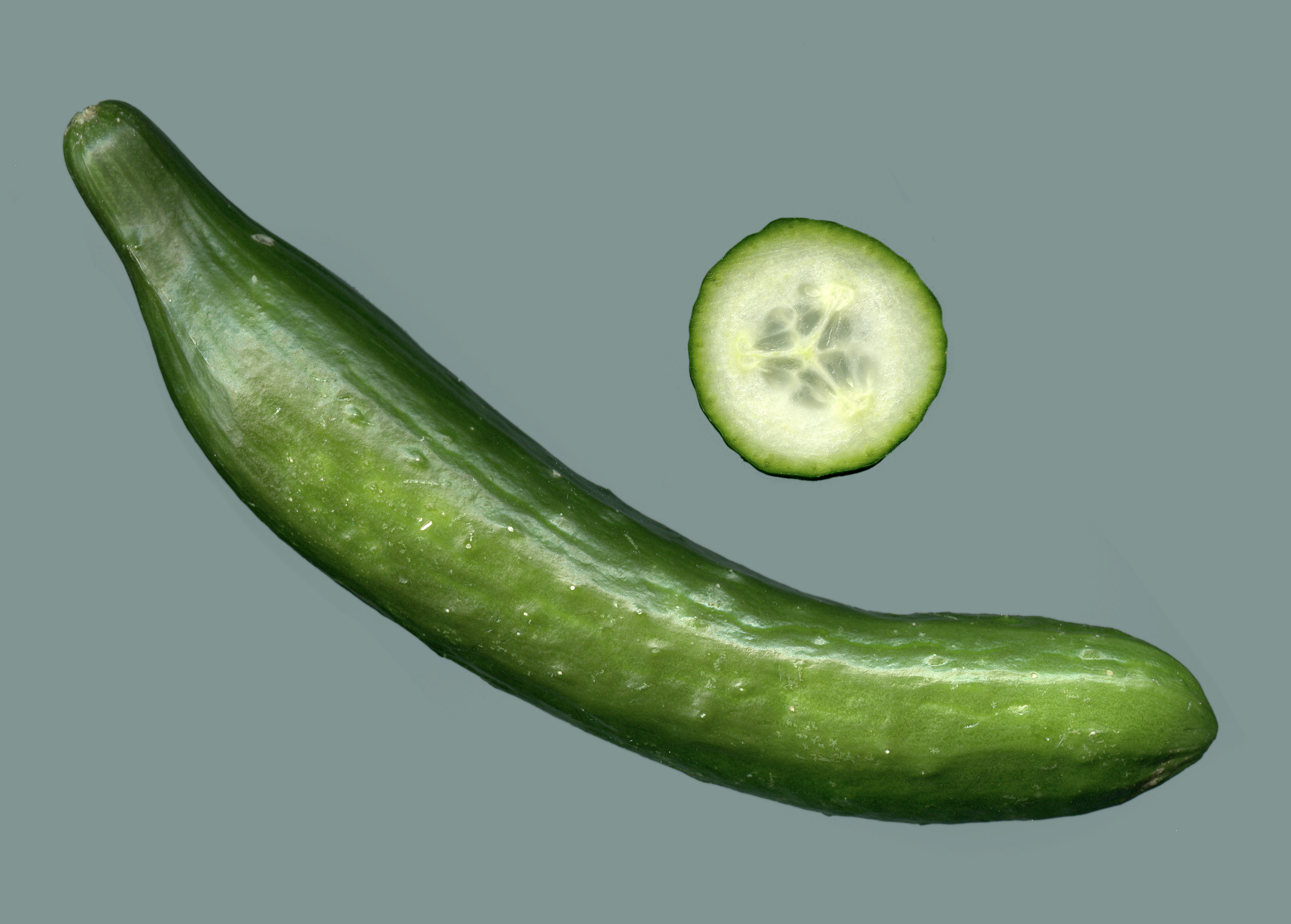
Frucht der Salat- oder Schlangengurke, ganze Ansicht und Querschnitt

Die Frucht ist eine Beere. Bei der Gurke wird die äußere grüne Fruchthülle durch ein derbes cuticulaüberzogenes Gewebe des Blütenbodens gebildet, das sogenannte Rezeptakulum. Sie wird 10 bis 60 Zentimeter lang. Die Form ist walzlich bis schmal-eiförmig, unterschiedlich stark gekrümmt, stielrund bis undeutlich drei- bis sechskantig. Die Oberfläche ist höckrig-warzig bis glatt. Die unreifen Früchte sind zur Zeit der Ernte grün, bei einigen wenigen Sorten auch gelb oder weiß. Das Fruchtfleisch ist meist weiß, seltener orangefarben. Zur Reife sind die Früchte je nach Sorte grün bis gelb, nicht genetzt oder orange bis braun und genetzt. In der Regel hat die Frucht drei Fruchtfächer, die jeweils zweiteilig sind und viele kleine, weiße, flache Samen tragen. Lediglich die Sorte 'Lemon' hat fünf Fruchtfächer. Sie zeichnet sich auch durch ihre gelbe Farbe aus und dadurch, dass sie die einzige andromonözische Gurkensorte ist.
Die Früchte zählen lebensmitteltechnisch zu den Fruchtgemüsen.

### Genetik
Die Chromosomenzahl beträgt 2n = 14. Die Gurke ist eine von wenigen Arten, bei der das Gen für die große Untereinheit der RuBisCO (rbcL) vom Genom des Plastiden in das mitochondriale Genom übertragen wurde. Letzteres ist ungewöhnlich groß und enthält große Mengen an repetitiver DNA.

## Verbreitung und Herkunft
Die vermutliche Wildform der Gurke, die Varietät hardwickii, ist in Indien beheimatet. Die Kulturformen werden heute weltweit angebaut und sind gelegentlich auch verwildert. Diese unbeständig verwilderten Vorkommen sind in Mitteleuropa auf frische, nährstoffreiche Standorte mit lockeren Böden in der kollinen Höhenstufe beschränkt. In Österreich ist sie nur sehr selten verwildert zu finden.
Die Heimat der Gurke liegt wahrscheinlich in Indien, wo sie etwa um 1500 v. Chr. domestiziert wurde. Die hier heimische Varietät Cucumis sativus var. hardwickii ist mit den Kulturformen frei kreuzbar. Von Indien hat sie sich in alle warmen Gebiete der Alten Welt ausgebreitet. Aus dem Irak sind Beschreibungen der Gurke aus der Zeit um 600 v. Chr. bekannt, aus dem Mittelmeergebiet von 200 v. Chr. Einige Forscher vertreten die Auffassung, dass die Gurke in Ägypten nicht nur aus der Amarna-Zeit, sondern sogar schon zur Zeit des Alten Reiches bekannt war. Jedoch ist die eindeutige Identifikation von Gurken auf bildlichen Darstellungen oder bei archäologischen Samenfunden unsicher; es kann sich hierbei auch um eine Melonenart gehandelt haben. Dies gilt ebenso für die in vielen Bibelübersetzungen „Gurke“ genannten Pflanzen kishuim und mikshah (4. Mose 11,5 : קשאים; Jesaja 1,8 : מקשה), bei denen es sich um die Melone handeln muss. Bei den Römern war die Gurke weit verbreitet und beliebt. Plinius der Ältere nennt sie das Lieblingsgemüse des Kaisers Tiberius und erwähnt, dass die für ihn bestimmten Gurken sogar bei Schlechtwetter hinter Glaswänden geschützt wurden.

## Systematik
Die systematische Stellung der Art innerhalb der Gattung Cucumis war lange unklar, da die einzigen Arten, die ebenfalls einen Chromosomensatz von n=7 haben, in Afrika beheimatet sind, die Herkunft der Gurke aber immer schon eher in Indien angenommen wurde. DNA-Sequenzanalysen haben gezeigt, dass die nächste Verwandte der Gurke Cucumis hystrix Chakrav. ist, die über 12 Chromosomen verfügt. Bei der Gurke sind die 7 Chromosomen wesentlich größer als bei Cucumis hystrix. Sechs sind metazentrisch, eines submetazentrisch. Die nächsten Verwandten dieser beiden Arten sind die bis vor kurzem in eigenen Gattungen geführten Cucumis ritchiei (C. B. Clarke) Ghebret. & Thulin (Syn. Dicoelospermum ritchiei C.B. Clarke) und Cucumis maderaspatanus L. (Syn. Mukia maderaspatana (L.) M. Roem.)

## Wirtschaftliche Bedeutung

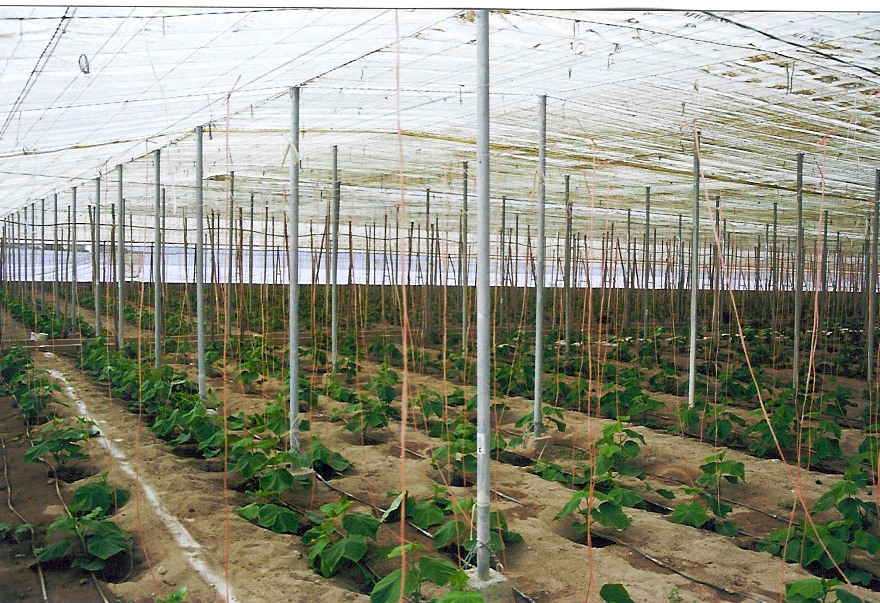
Anbau unter Folie in der Provinz Almería

### Produktion
Im Jahr 2023 wurden laut Ernährungs- und Landwirtschaftsorganisation der Vereinten Nationen (FAO) weltweit 97.814.093 Tonnen Gurken (einschließlich Gewürzgurken) geerntet. Die zehn größten Produzenten ernteten zusammen 91,1 % der Welternte. China allein brachte 82,0 % der Welternte ein. Die größten EU-Produzenten waren Spanien und Polen. Die Werte von Deutschland, Österreich und der Schweiz sind zum Vergleich aufgeführt.
| Rang | Land                | Menge (in t) |
| ---- | ------------------- | ------------ |
| 1    | Volksrepublik China | 80.168.207   |
| 2    | Türkei              | 1.871.712    |
| 3    | Russland            | 1.680.480    |
| 4    | Mexiko              | 1.036.717    |
| 5    | Usbekistan          | 961.751      |
| 6    | Ukraine             | 874.340      |
| 7    | Spanien             | 722.150      |
| 8    | Vereinigte Staaten  | 646.641      |
| 9    | Ägypten             | 626.802      |
| 10   | Kasachstan          | 547.632      |
|      | Summe Top Ten       | 89.136.432   |
| 17   | Deutschland         | 267.140      |
| 59   | Österreich          | 43.430       |
| 80   | Schweiz             | 15.741       |

### Handel
2023 wurden weltweit etwa 3,1 Millionen Tonnen Gurken exportiert. Die größten drei Exporteure waren Mexiko (880.341 t), Spanien (670.030 t) und die Niederlande (452.244 t).

## Nutzung

### Anbau

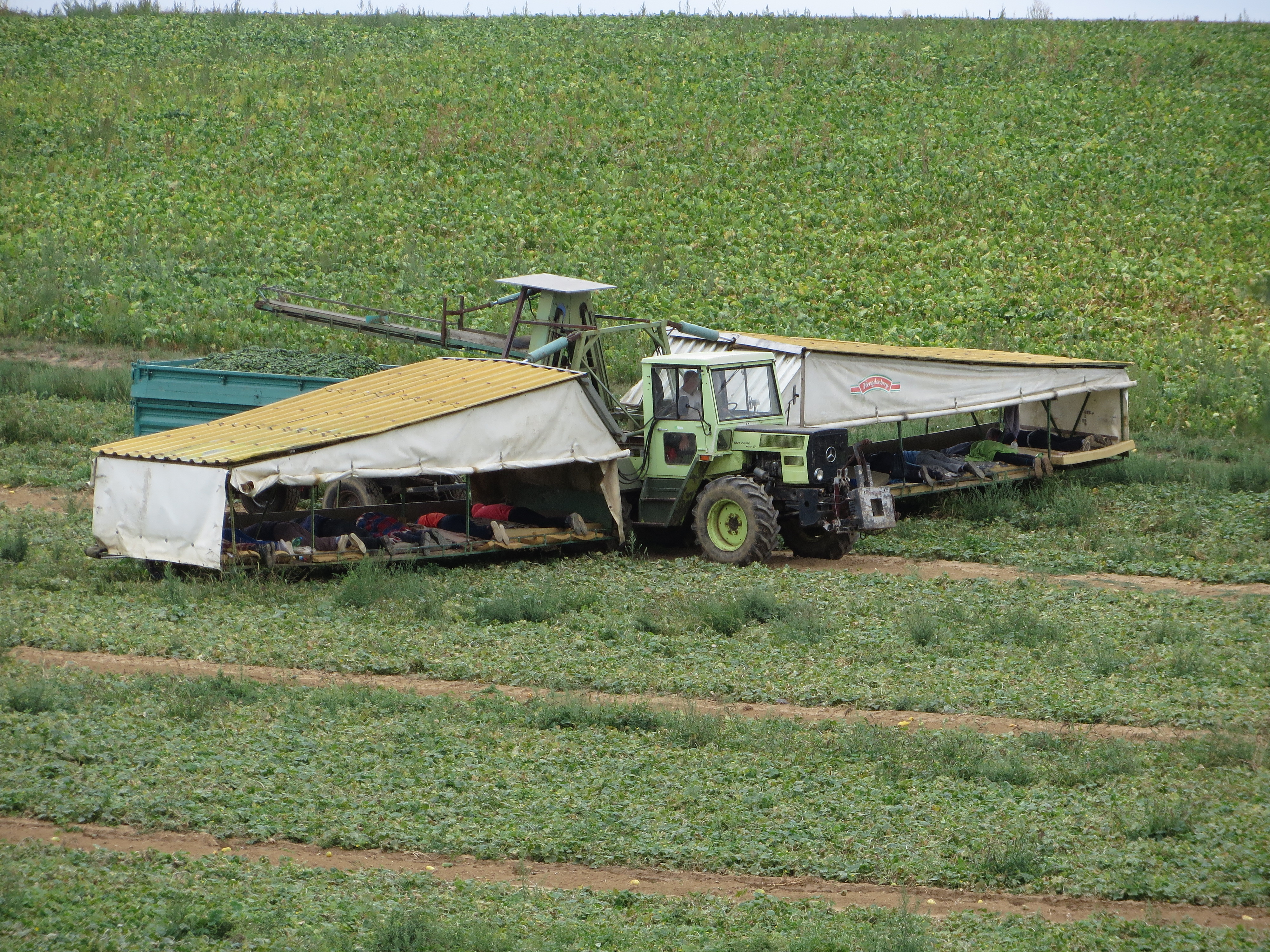
Gurkenernte mit dem sogenannten Gurkenflieger

Im nördlichen Europa, in Asien und dem Mittleren Osten werden Salatgurken vorwiegend in Gewächshäusern gezogen, da diese meist über zusätzliche Beleuchtung, Beschattung, Belüftung, Heizung und CO2-Anreicherung verfügen. Gewächshausgurken erzielen aufgrund ihrer Qualität, besonders des makellosen Aussehens, die besten Preise. Sie sind häufig besonders lang und schlank, haben einen verengten Hals, eine dünne Schale und fast keine Warzen und Stacheln. Die Gurke ist die am häufigsten in Gewächshäusern gezogene Art der Kürbisgewächse. Führende Länder sind die Niederlande, Großbritannien, China, Japan, Korea und der Mittlere Osten. Im Gewächshaus können drei bis fünf Ernten pro Jahr erzielt werden. Die Gewächshaussorten sind meist gynodiözisch. Dazu zählen die europäische Telegraph, Petita F1 und Superator und die kleinfrüchtige asiatische Hayat. Während dies neue Züchtungen sind, gibt es auch sehr alte Sorten. So wurde die Early Russian schon von Naudin 1859 beschrieben. Vor einigen Generationen wurden vor allem in der Region Franken kleine Gurken in Gläsern mit Essigsud aufgegossen.
Die Einlegegurken werden überall überwiegend im Freiland gezogen. In den USA lag der Hektarertrag bei Gurken und Einlegegurken 2023 bei 19,51 Tonnen pro Hektar.

### Typen und Sorten
Im Handel mit Saatgut, Pflanzen und Früchten werden mehrere Gurkentypen unterschieden. Die Salatgurke ist der häufigste und gebräuchlichste Typ, auch Schlangengurke genannt, die fast nur im Treibhaus angebaut wird. Ihre Form ist zylindrisch, leicht gekrümmt, glatt, stachellos und verjüngt sich zu beiden Seiten. Am meisten sind Früchte mit Gewichten von 300 bis 400 Gramm und 400 bis 500 Gramm im Handel. Größere Sortierungen sind möglich, aber nicht wirtschaftlich. Salatgurken werden auf Gewichtsbereiche von 100 Gramm sortiert. Die seltener angebotenen Salatgurken aus dem Freilandanbau werden als „Landgurke“ vermarktet. „Einlegegurken“ werden vorwiegend im Freiland angebaut, sie werden in Essigsud eingelegt. Je nach Wunsch der jeweiligen Konservenfabrik werden sowohl glattschalige wie auch gestachelte Fruchtsorten ausgesät. Einlegegurken erntet man im unreifen Zustand, alle Früchte an der Pflanze werden bei der regelmäßigen Ernte im Rhythmus von 3 bis 7 Tagen geerntet und später maschinell nach Größe sortiert. Die kleineren Sortierungen werden als Cornichons und Gewürzgurken in Gläsern konserviert. Mittlere Sortierungen werden als Gurkentopf oder in großen Dosen vermarktet und die größeren Sortierungen werden zu „Zungengurken“, „Gurken-Sticks“, „Gurkenhappen“ oder „Schnitzelgurken“ weiterverarbeitet. Eine weitere im Freiland angebaute Gurkensorte ist die „Schälgurke“, diese wird nur im reifen Zustand geerntet und ist dabei ca. 30 cm bis 50 cm lang. Nachdem die Schale und das Kernhaus entfernt wurde, wird sie in kleine Würfel geschnitten und kommt als Senfgurke in den Handel. Eine Sorte mit gelber Farbe wird als „Zitronengurke“ bezeichnet.
In China gibt es einige besondere Sortengruppen. Die Varietät xishuangbannesis wird von den Hani im Südwesten Chinas in Seehöhen über 1000 m angebaut. Die Sprosse werden bis sieben Meter lang, die Früchte bis drei Kilogramm schwer. Die Rinde ist orange, hellgelb oder weiß und ist nicht mit Stacheln besetzt. Das Fruchtfleisch ist gelb, die Plazenta kann sich bei einigen Vertretern bis hin zu orange verfärben. Die Varietät sikkimensis, auch Sikkim-Gurke genannt, wird in den gebirgigen Regionen Nepals und Indiens angebaut.

### Krankheiten und Schädlinge

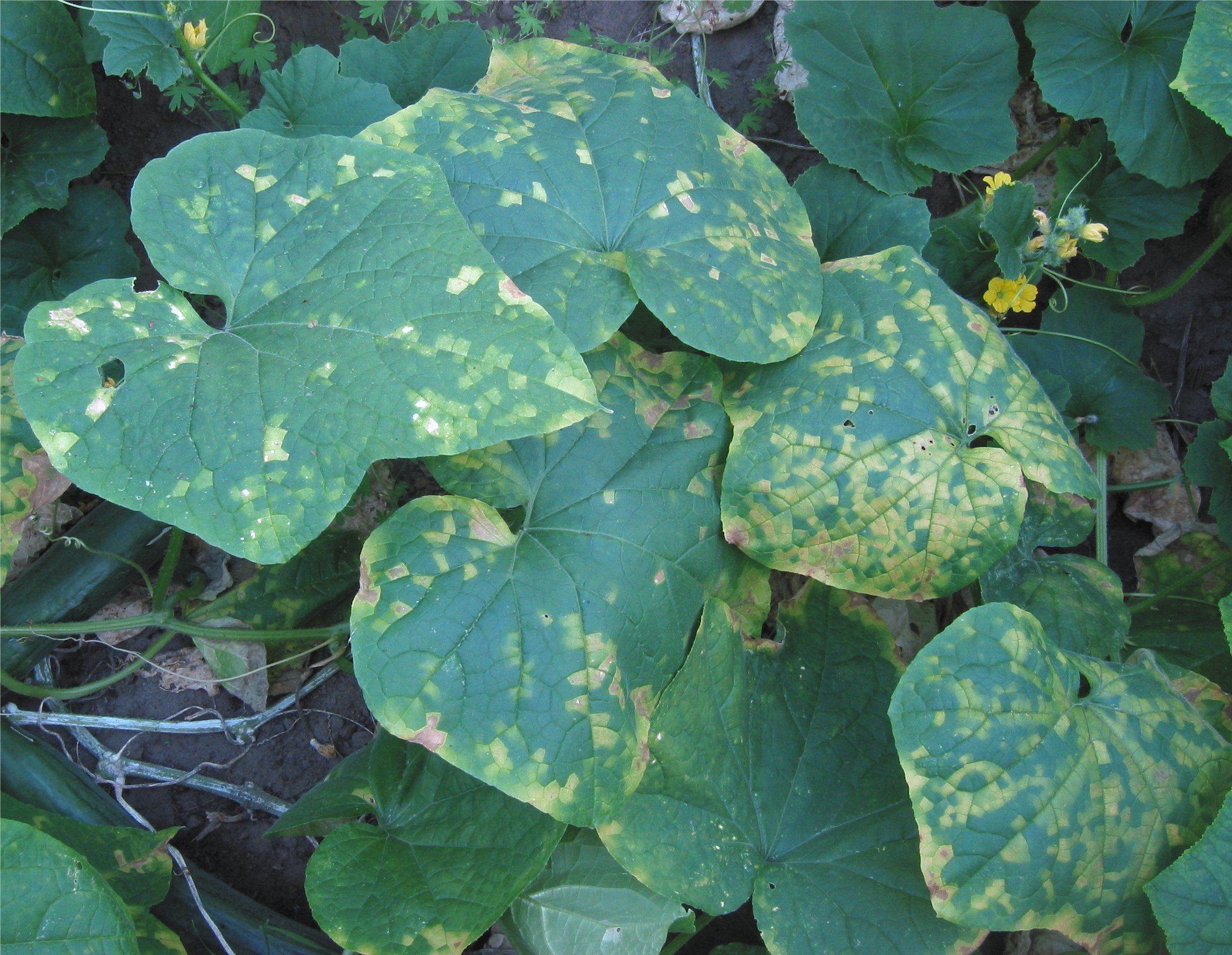
Falscher Mehltau

Die Gurke ist von verschiedenen physiologischen Erkrankungen, Mangelerscheinungen sowie Schädlingen betroffen, die für den Gemüsebau relevant sind. Unter den physiologischen Erscheinungen handelt es sich dabei um das Abstoßen von Früchten durch physiologischen Stress, Nekrosen durch plötzlich starke Sonneneinstrahlung, Vergilbungen und Welke infolge schnellen Wetterumschwungs. Durch die Einwirkung von Ethylen als Phytohormon oder durch die Reife kommt es zur Vergilbung der Früchte, die sie für den Verzehr unbrauchbar macht. Nach der Bestäubung der Pflanzen bilden sich Kolbenfrüchte, zudem können bei älteren Sorten bittere Früchte auftreten.
Zu den Mangelerkrankungen zählen vor allem der Eisenmangel bei starkem Fruchtbehang und der Magnesium- und Manganmangel durch unausgeglichene Nährstoffgehalte im Boden oder in der Nährlösung. CO2-Mangel kann bei der Kultivation im Winter bei geschlossenen Treibhäusern auftreten, wenn der CO2-Gehalt länger unter 200 ppm (parts per million) fällt.
Unter den Schädlingen, die Gurken befallen können, spielen vor allem Viren, Bakterien und Pilze eine Rolle. So können Gurken von Gurkenmosaikviren und Grünscheckungsmosaik befallen werden, die zu fleckigen Früchten und Blättern führen. Unter den Bakteriosen sind die Bakterielle Gurkenwelke und die Bakterielle Blattfleckenkrankheit relevant, die jeweils durch Dauernässe gefördert werden und durch Regenspritzer aufspritzende Bodenteilchen die Gurke infizieren. Die größte Rolle beim Gurkenanbau spielen Pilzkrankheiten, schon nach wenigen Wochen erkranken vor allem Freilandgurken sowie auch Gurken im Treibhaus an Falschem Mehltau – erkennbar an gelb/braunen Flecken auf dem Laub. Um ein frühzeitiges Absterben der Pflanzen zu verhindern, ist eine Fungizidbehandlung unumgänglich. Ebenso wichtig ist eine Behandlung gegen die Alternaria-Blattfleckenkrankheit. Bei falscher Fruchtfolge und mehrjährigem Anbau auf derselben Fläche kann es verstärkt zu Fusariumbefall kommen. Andere bekannte Pilzerkrankungen sind Echter Mehltau, Gummistängelkrankheit (= Blatt- und Stängelfäule), die Grauschimmelfäule, die Gurkenkrätze, Sklerotinia-Stängel- und Fruchtfäule, Stängelgrundfäule, Umfallkrankheit und Verticillium-Welke. Weitere Schädlinge sind vor allem phytophage Insekten und Spinnmilben, die die Pflanzen vor allem durch ihre Fraß- und Saugtätigkeit schädigen können. Besonders Läuse geben zudem zuckerhaltige Ausscheidungen ab, die zu Sternrußtau führen. Zu den relevanten Schadinsekten zählen die Baumwolllaus (= Grüne Gurkenlaus), die Grüne Pfirsichblattlaus, die Grünfleckige und Grünstreifige Kartoffelblattlaus sowie allgemein Fransenflügler (Thripse), Mottenschildläuse (Weiße Fliegen), Minierfliegen, Raupen und die Wiesenwanzen.

### Verwendung
Die Salatgurken werden vorwiegend frisch als Salat verzehrt. Sie stammen überwiegend aus Treibhäusern. Einlege- und Schälgurken sind kleiner als die Salatgurken und kommen überwiegend aus dem Freilandanbau. Ihr Länge-zu-Breite-Verhältnis ist meist etwa 3:1. Sie werden durch Milchsäuregärung als Salzgurken oder mit einem Essigsud eingekocht und als Gewürzgurken oder Saure Gurke bezeichnet. Ausgewachsene Schälgurken können ebenfalls roh gegessen werden, oder sie werden zu Senf- oder Honiggurken verarbeitet oder als Schmorgurke zubereitet.
Gurken können auch als Suppe oder für Kochgerichte verwendet werden. In Ost- und Südasien werden Gurken gern als Gemüsebeilage gekocht, so werden z. B. in Indien Gurken in Currys und Chutneys verwendet. In Asien werden auch die Samen gegessen und aus den Samen wird ein Öl gewonnen, das ebenfalls in der Küche Verwendung findet. In Südostasien werden auch die jungen Blätter und Sprosse als Gemüse gekocht und gegessen.
Das von der Verarbeitung von Essiggurken übriggebliebene salzhaltige Abwasser verwenden Niederbayerns Winterdienste richtig abgemischt als  Streumittel gegen glatte Straßen.

## Trivialnamen
Für die Gurke (im Mittelalter oft nicht scharf unterschieden von Melone und Kürbis) bestehen bzw. bestanden auch die weiteren deutschsprachigen Trivialnamen Agork (niederdeutsch), Agurke (niederdeutsch), Andrenk (Siebenbürgen bei Bistritz), Angurken, Augurke (Holstein, Ostfriesland), Cucumern (Süddeutschland, Wangerooge, Unterweser), Gommern (Schwaben), Gorch (Schweiz), Gorken (Schlesien), Gümmerle (Tirol), Gümmerlin (Tirol), Gummer (Pfalz), Guggumare (St. Gallen, Bern), Gukumer (Augsburg), Gurken (Norddeutschland, Bayreuth, Schlesien), Jooken (Berlin), Jorken (Sachsen und Teile Brandenburgs), Kimmerling, Korcken, Kratzewetz (Siebenbürgen), Kümmerling (Nürnberg, Bayreuth, in der Region Schweinfurt auch Kümmerli), Kukummer (Hessen, Schweiz, Memmingen, Unterweser), Kumkummer (Holstein), Kummern (Hamburg), Ruun (die männlichen Blüten betreffend, Oldenburg), Umurke (Österreich) und Unmorken.
Gurke ist auch die umgangssprachliche Bezeichnung für
- die (meist männliche, große) Nase
- den Penis
- für einen unfähigen Menschen
- ein altes, reparaturbedürftiges (Kraft-)Fahrzeug